# Gregory Pincus
Gregory Goodwin Pincus (Woodbine, New Jersey, 1903. április 9. – Boston, Massachusetts, 1967. augusztus 22.) amerikai biológus, kutató, aki munkatársaival laboratóriumi körülmények között és klinikai tesztekkel is bizonyította a fogamzásgátló tabletták hatékonyságát.
1953-ban Margaret Sanger védőnő kérésére Pincus dolgozni kezdett egy orális fogamzásgátló kifejlesztésén. Felhasználta Carl Djerassi és Frank Colton kémikusok hormonális kutatásait. Sikerült is előállítania egy fogamzásgátló tablettát, amit John Rockkal együtt, aki nőgyógyász volt a Harvardon, az új tablettát embereken is kipróbálta, először Massachusettsben, később Puerto Ricóban.
Kutatásai és kísérletei alapján 1960-ban az Amerikai Egyesült Államokban engedélyezték az első fogamzásgátló tabletta, az Enovid bevezetését.